# Mycosphaerella filipendulae-denudatae
Mycosphaerella filipendulae-denudatae är en svampart som beskrevs av Kamilov 1973. Mycosphaerella filipendulae-denudatae ingår i släktet Mycosphaerella och familjen Mycosphaerellaceae.   Inga underarter finns listade i Catalogue of Life.